# Урочище «Кароліна»
Уро́чище «Каролі́на» — заповідне урочище (лісове) в Україні. Розташоване в межах Дубенського району Рівненської області, неподалік від села Ужинець. 
Площа 4,3 га. Статус надано згідно з рішенням облвиконкому від 18.06.1991 року № 98 (зміни згідно з рішенням облради від 18.12.2009 року № 1438). Перебуває у віданні ДП «Млинівський лісгосп» (Млинівське л-во, кв. 26, вид. 11). 
Статус надано для збереження ділянка букового лісу, де зростають рідкісні та лікарські рослини. 